# 黑杜納耶茨
黑杜納耶茨是波蘭的村落，位於該國南部，距離首府克拉科夫約60公里，由小波蘭省負責管轄，面積21.72平方公里，海拔高度675米，每年平均降雨量743毫米，2010年人口3,813。

## 外部連結
- Municipal Office（页面存档备份，存于）
- Elementary School（页面存档备份，存于）
- Jewish Community in Czarny Dunajec（页面存档备份，存于） on Virtual Shtetl
- Czarny Dunajec（页面存档备份，存于） (outdated)